# Enllaç C-Xe
En la química organometàl·lica, els compostos d'organoxenó són compostos que contenen un enllaç químic de carboni amb xenó (enllaç C-Xe). Els primers compostos d'organoxenó eren divalents, com {\displaystyle {\ce {(C6F5)2Xe}}}. El primer compost d'organoxenó tetravalent, {\displaystyle {\ce {[C6F5XeF2][BF4]}}}, es va sintetitzar el 2004. Fins ara, s'han investigat més d'un centenar de compostos d'organoxenó.
La majoria dels compostos d'organoxenó són més inestables que els fluorurs de xenó a causa de l'alta polaritat. Els dos dipols moleculars del difluorur de xenó ({\displaystyle {\ce {XeF2}}}) i el tetrafluorur de xenó ({\displaystyle {\ce {XeF4}}}) són tots dos 0 D. Els primers sintetitzats només contenen grups perfluor, però més tard es van trobar alguns altres grups, per exemple 2,4,6-triflurofenil.

## Xe(II)
El compost d'organoxenó bivalent més habitual és {\displaystyle {\ce {C6F5XeF}}}, que s'utilitza sempre com a precursor d'altres compostos d'organoxenó. A causa de la inestabilitat del fluorur de xenó, és impossible sintetitzar compostos d'organoxenó utilitzant reactius orgànics generals. Entre els agents de fluoració més utilitzats s'inclouen: {\displaystyle {\ce {Cd(Ar_{F})2}}} (el subíndex «F» significa aril amb fluor), {\displaystyle {\ce {C6F5SiF3}}}, i {\displaystyle {\ce {C6F5SiMe3}}} (s'ha d'utilitzar juntament amb el fluor).
Amb l'ús d'àcids de Lewis més forts, com ara {\displaystyle {\ce {C6F5B_{F}2}}}, es poden produir com a compostos iònics {\displaystyle {\ce {[RXe][Ar_{F}BF3]}}}. Així, per exemple, es preparen els compostos alquenil i alquil organoxenó, {\displaystyle {\ce {C6F5XeCF=CF2}}} i {\displaystyle {\ce {C6F5XeCF3}}}.
A continuació es detallen algunes reaccions típiques:
{\displaystyle {\begin{aligned}{\ce {2C6F5XeF + Cd(C6F5)2}}&\ {\ce {-> Xe(C6F5)2 + CdF2 v}}\\{\ce {C6F5XeF + Me3SiCN}}&\ {\ce {-> C6F5XeCN + Me3SiF}}\\{\ce {C6F5XeF + Cd(2\!,4\!,6-C6H2F3)2}}&\ {\ce {-> 2\!,4\!,6-C6H2F3XeC6F5 + CdF2 v}}\end{aligned}}}
La tercera reacció també produeix {\displaystyle {\ce {(C6F5)2Xe}}}, {\displaystyle {\ce {Xe(2,4,6-C6H2F3)2}}}, etc.
El precursor {\displaystyle {\ce {C6F5XeF}}} es pot preparar mitjançant la reacció del trimetil(pentaflurofenil)silà {\displaystyle {\ce {(C6F5SiMe3)}}} i difluorur de xenó. Afegint fluorur a l'adductor de 
{\displaystyle {\ce {C6F5XeF}}} i el pentafluorur d'arsènic és un altre mètode.
També es coneixen compostos d'arilxenó amb menys substituents de fluor. Per exemple, s'han preparat {\displaystyle {\ce {2,6-F2C6H3Xe+BF4-}}} i {\displaystyle {\ce {4-FC6H4Xe+BF4-}}}, i s'ha obtingut una estructura cristal·lina de la primera, que consisteix en una forma formal de Xe 1-coordinat amb un contacte llarg i feble amb un F sobre l'anió de tetrafluoroborat.

## Xe(IV)
El 2000, Karel Lutar i Boris Žemva et al. van produir un compost iònic. Van tractar tetrafluorur de xenó i difluor(pentaflurofenil)borà amb diclorometà a -55 °C:
{\displaystyle {\ce {XeF4{}+C6F5BF2->[{} \atop -55^{\circ }{\ce {C}}][{\ce {CH2Cl2}}][C6F5XeF2]^{+}BF4^{-}}}}
El compost és un agent fluorant extremadament fort i és capaç de convertir {\displaystyle {\ce {(C6F5)3P}}} a {\displaystyle {\ce {(C6F5)3PF2}}}, {\displaystyle {\ce {C6F5I}}} a 
{\displaystyle {\ce {C6F5IF2}}}, i iode al pentafluorur de iode.